# Evert Margry

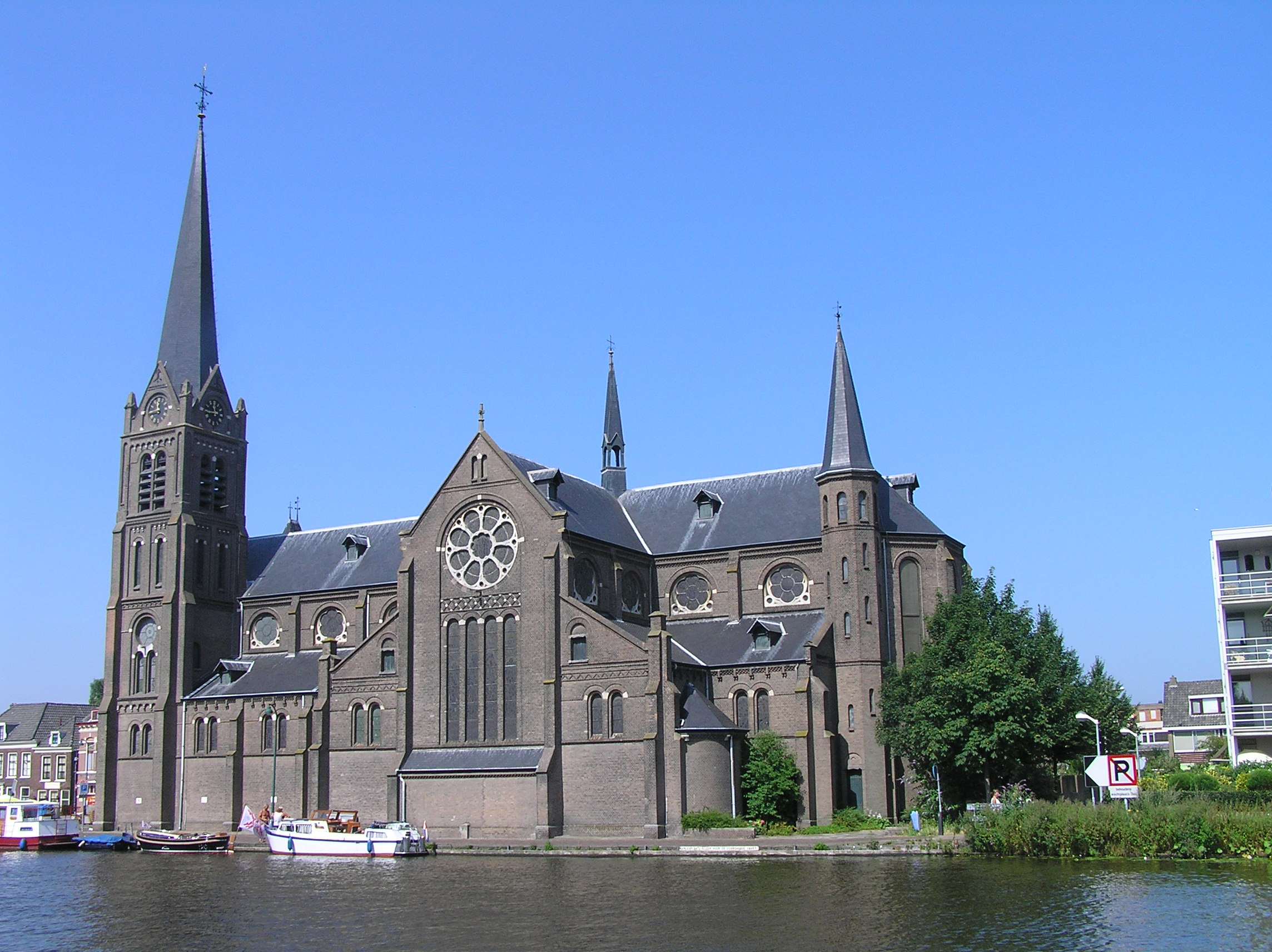
Leidschendam: H.H. Petrus en Pauluskerk

Everardus Joannes (Evert) Margry (Harderwijk, 28 december 1841 – Rotterdam, 8 augustus 1891) was een Nederlandse architect. Hij was een van de belangrijkste architecten van de neogotiek in Nederland. Hij was een leerling van P.J.H. Cuypers en deed voor hem zijn meestersproeve als opzichter van de bouw van de Sint-Dominicuskerk in Alkmaar. Evert Margry ontwierp voornamelijk kerken, pastorieën, scholen, kloosters, gestichten etc. Daarnaast restaureerde hij enkele belangrijke middeleeuwse monumenten. Hij is tevens de bekendste vertegenwoordiger van de verschillende architecten en stedenbouwkundigen uit de familie Margry.

## Biografie
Margry was de zoon van een kastelein/koopman. Na zijn middelbare school ging Margry, naar voorbeeld van zijn oudere broer Jan, bouwkunde studeren aan de tekenschool te Amsterdam. Via het genootschap Architectura et Amicitia en de Maatschappij tot Bevordering der Bouwkunst raakte hij vertrouwd met de bouwwereld en ontmoette hij de toen reeds bekende architect P.J.H. Cuypers. Als leerling op diens bureau kreeg Margry de kans zich de opvattingen over de nieuwe gotische bouwkunst eigen te maken. Ter afsluiting van deze stage kreeg hij als 22-jarige het zelfstandig toezicht over de bouw (1864–1866) van Cuypers' Sint-Dominicuskerk te Alkmaar. In 1865 richtte Evert een eigen architectenbureau op in Rotterdam. Daar ontwierp hij nog datzelfde jaar zijn eerste kerk: de H. Antonius aan het Boschje; later verwoest in het bombardement van 1940. Zijn werkterrein beperkte zich aanvankelijk voornamelijk tot de provincie Zuid-Holland. Vanaf 1880 werkte hij samen met zijn veel jongere broer Albert Margry en, ten aanzien van de meubilering en decoratie, met Jos.M. Snickers. Omdat deze laatste naaste familie was van de bisschop van Haarlem (1877–1883) en later aartsbisschop van Utrecht (1883–1895), kon het bureau toen mogelijk eenvoudiger opdrachten verwerven. Margry overleed in 1891 op de leeftijd van 49 jaar. Het bureau werd voortgezet door zijn broer Albert en Snickers, welke laatste in 1908 weer bij het bureau vertrok.
In de literatuur is verschillend over zijn oeuvre en daarbinnen over de verschillende kerken geoordeeld. Hoogleraar bouwkunde Eugen Gugel schreef in zijn handboek over Evert Margry: "Nagenoeg alle zijn kerken zijn in een vroeg-gothischen stijl, met een neiging voor bijzonder sierlijke, aan schraalheid grenzende verhoudingen, ontworpen en opgetrokken van gebakken steen, met toepassing van natuursteen voor lijstwerken en fijnere détails". Rosenberg liet zich in zijn overzichtswerk uit 1972, toen de waardering voor de neogotische bouwkunst op een dieptepunt stond, negatiever over hem uit. Ondertussen zijn de meeste behouden gebleven kerken van Evert Margry als rijksmonument aangewezen.

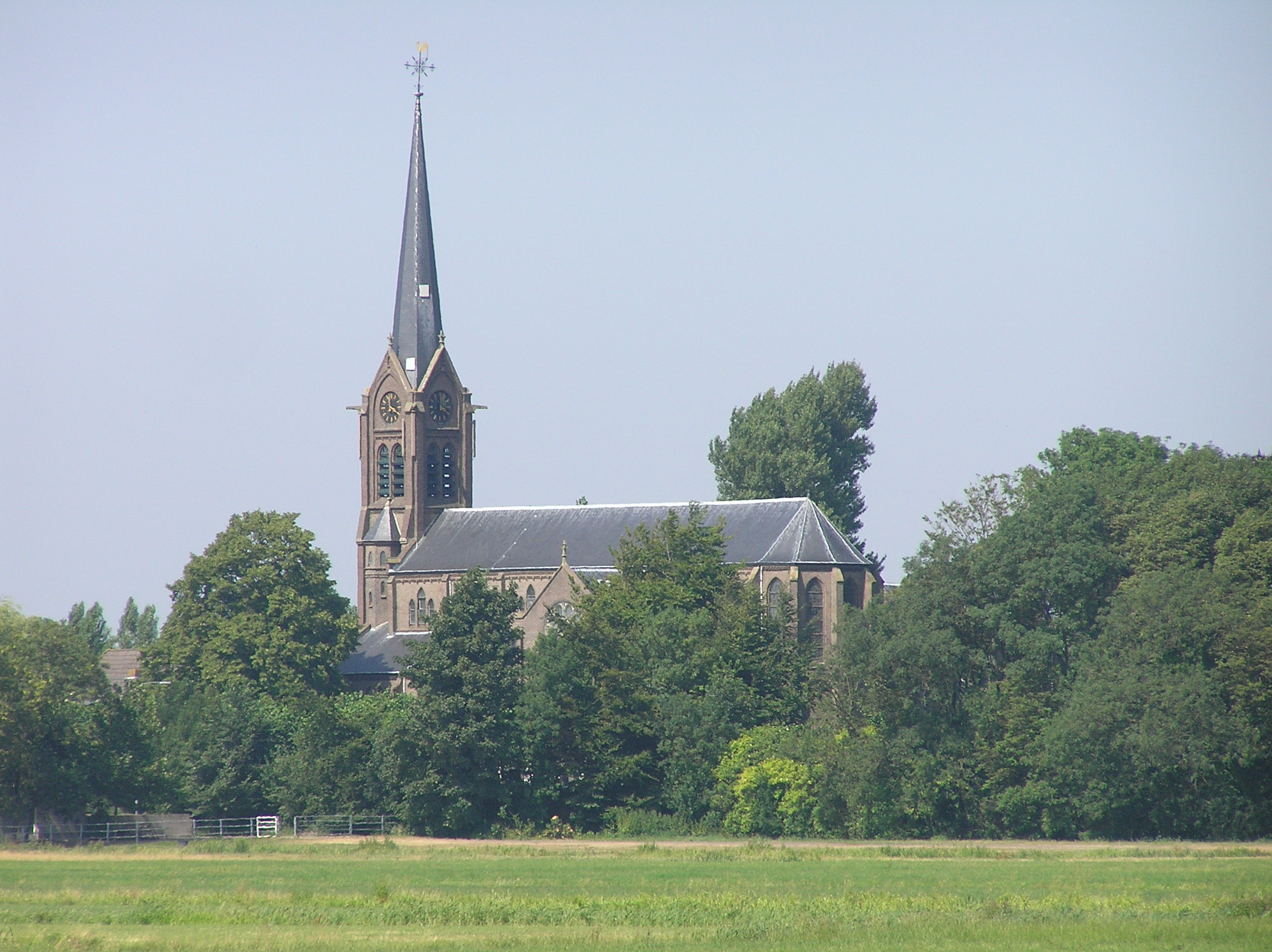
Stompwijk: Sint-Laurentiuskerk

## Bekende kerken
Bekende kerken die hij ontwierp waren onder andere de Maria van Jessekerk in Delft, de Sint-Bonifaciuskerk in Alphen aan den Rijn, de H.H. Petrus en Pauluskerk in Leidschendam en de inmiddels gesloopte Spaarnekerk in Haarlem, de Sint-Bonifatiuskerk in Amsterdam, de Sint-Josephkerk in Den Haag de Sint-Gregorius van Utrecht te IJmuiden en de Sint-Franciscuskerk te Oudewater.